# Lauwe pis
Lauwe pis is een carnavalshit van de Nederlandse cabaretier Theo Maassen.
Het nummer werd oorspronkelijk door Maassen zonder muzikale begeleiding gezongen in zijn cabaretprogramma Tegen beter weten in. Op zijn verzoek werd het lied vervolgens met medewerking van componist Fons Merkies en carnavalsvereniging De Kapotte Kontjes op single gezet. Deze nieuwe versie klinkt als een herkenbaar carnavalsnummer, de tekst is echter veel grover dan andere carnavalskrakers. De theaterversie werd (bewust) erg onzuiver gezongen, de studioversie die als single werd uitgegeven is niet zo vals.

## Betekenis
De uitdrukking "ze maken mij de pis niet lauw", zoals gezongen wordt in het lied, betekent zoveel als "ze maken mij niet gek" en is vooral in het zuiden van Nederland in gebruik. In het nummer wordt op humoristische, ironische wijze met wereldproblematiek omgegaan. In de eerste coupletten wordt carnaval als remedie voor hongersnoodproblemen in Afrika en problemen in het Midden-Oosten gegeven. Verder worden Amerikanen nazi's genoemd omdat ze de oorspronkelijke bewoners, de Indianen, hebben uitgeroeid. Ook wordt Chinees eten bekritiseerd en wordt moslimterrorisme behandeld. In de refreinen zingt hij over seks met jonge meisjes tijdens carnaval.

## Hit
De single Lauwe pis kwam de Nederlandse hitlijsten begin februari 2007 binnen. In het carnavalsweekend stond hij op nummer 1 in de Single Top 100, een week later was dit ook het geval in de Nederlandse Top 40. Het was de eerste carnavalsplaat die de nummer 1-positie in de Top 40 wist te behalen in 31 jaar. Willempie van André van Duin was in 1976 de laatste plaat die dit lukte.
Na twee weken op één te hebben gestaan in de Single Top 100 zakte hij naar plaats 4, in de Top 40 zelfs naar nummer 15. Dit laatste was een record: nog nooit eerder zakte een single zo ver vanaf de eerste plaats. In juli 2008 werd dit record verbeterd door Viva Hollandia van Wolter Kroes. Die single zakte van 1 naar 18.
In de Mega Top 50 steeg de single in de 3e week naar nummer 1, alwaar het 2 weken bleef staan. De plaat bivakkeerde slechts 6 weken in de lijst, waardoor het weinig punten verzamelde. Het kwam dan ook niet terecht in de jaarlijst-Top 100 van deze de Mega Top 50.
Na zes weken verdween de plaat uit de Top 40 en verzamelde slechts 150 punten. Daarmee is het veruit de minst succesvolle nummer 1-hit ooit. Maassen verbetert hier het record van Coole Piet uit 2006. Met zes weken werd het ook nog eens een van de kortstgenoteerde nummer 1-hits uit de Top 40.

## Tracklisting single
1. "Lauwe pis" - 3:48
2. "Lauwe pis" (LaLa versie) - 3:44

## Hitnotering

### Top 40
| "Lauwe pis" in de Nederlandse Top 40 - binnen: 10 februari 2007 | "Lauwe pis" in de Nederlandse Top 40 - binnen: 10 februari 2007 | "Lauwe pis" in de Nederlandse Top 40 - binnen: 10 februari 2007 | "Lauwe pis" in de Nederlandse Top 40 - binnen: 10 februari 2007 | "Lauwe pis" in de Nederlandse Top 40 - binnen: 10 februari 2007 | "Lauwe pis" in de Nederlandse Top 40 - binnen: 10 februari 2007 | "Lauwe pis" in de Nederlandse Top 40 - binnen: 10 februari 2007 | "Lauwe pis" in de Nederlandse Top 40 - binnen: 10 februari 2007 |
| Week                                                            | 1                                                               | 2                                                               | 3                                                               | 4                                                               | 5                                                               | 6                                                               |                                                                 |
| --------------------------------------------------------------- | --------------------------------------------------------------- | --------------------------------------------------------------- | --------------------------------------------------------------- | --------------------------------------------------------------- | --------------------------------------------------------------- | --------------------------------------------------------------- | --------------------------------------------------------------- |
| Nummer                                                          | 27                                                              | 13                                                              | 1                                                               | 1                                                               | 15                                                              | 39                                                              | uit                                                             |

### Single Top 100
| "Lauwe pis" in de Single Top 100 - binnen: 27 januari 2007 | "Lauwe pis" in de Single Top 100 - binnen: 27 januari 2007 | "Lauwe pis" in de Single Top 100 - binnen: 27 januari 2007 | "Lauwe pis" in de Single Top 100 - binnen: 27 januari 2007 | "Lauwe pis" in de Single Top 100 - binnen: 27 januari 2007 | "Lauwe pis" in de Single Top 100 - binnen: 27 januari 2007 | "Lauwe pis" in de Single Top 100 - binnen: 27 januari 2007 | "Lauwe pis" in de Single Top 100 - binnen: 27 januari 2007 | "Lauwe pis" in de Single Top 100 - binnen: 27 januari 2007 | "Lauwe pis" in de Single Top 100 - binnen: 27 januari 2007 | "Lauwe pis" in de Single Top 100 - binnen: 27 januari 2007 | "Lauwe pis" in de Single Top 100 - binnen: 27 januari 2007 |
| Week                                                       | 1                                                          | 2                                                          | 3                                                          | 4                                                          | 5                                                          | 6                                                          | 7                                                          | 8                                                          | 9                                                          | 10                                                         |                                                            |
| ---------------------------------------------------------- | ---------------------------------------------------------- | ---------------------------------------------------------- | ---------------------------------------------------------- | ---------------------------------------------------------- | ---------------------------------------------------------- | ---------------------------------------------------------- | ---------------------------------------------------------- | ---------------------------------------------------------- | ---------------------------------------------------------- | ---------------------------------------------------------- | ---------------------------------------------------------- |
| Nummer                                                     | 63                                                         | 20                                                         | 4                                                          | 1                                                          | 1                                                          | 4                                                          | 19                                                         | 40                                                         | 73                                                         | 86                                                         | uit                                                        |

### Mega Top 50
| Nummer | 46 | 22 | 1 | 1 | 9 | 22 | uit |